# 오인성
오인성(吳寅星, 1965년 11월 4일 ~ )은 대한민국의 성우이다. 1992년 KBS 23기 공채 성우로 데뷔하였다. 배우자는 성우 배정미이다.

## 출연작

### 애니메이션 출연(KBS)
- 꽉 잡아!(KBS) - 지근옥
- 아장닷컴(KBS) - 도도리
- 채채퐁 김치퐁(KBS) - 뱀파이, 한슨, 토치 아버지
- 무적캡틴 사우루스(KBS) - 맹선생, 태엽대왕, 전기대왕, 카리바
- 밀림의 왕자 레오(KBS) - 토토
- 명탐정 코난(KBS) - 괴도키드
- 로미오의 푸른 하늘(KBS)
- 요리킹 조리킹(KBS) - 대마왕 쿡, 나이프, 요리몬
- 마스크맨(KBS) - 레드키스, 다킹
- 카드왕 믹스마스터(KBS) - 티노스
- 메타제트(KBS) - 레이븐
- 마일로의 대모험(KBS) - 두루두루
- 탱구와 울라숑(KBS) - 브레스
- 태권왕 강태풍(KBS) - 구만리
- 우정의 그라운드(KBS) - 안정훈
- 트라이킹덤(KBS) - 장비
- 신밧드의 모험(KBS) - 알리바바 외
- 사우루스 팡팡(KBS) - 상파 / 토토, 투키의 아버지 / 모살장군의 부하병사5
- 붕붕차차(KBS) - 아빠
- 매기와 환상의 나라로(KBS) - 해밀턴
- 사자왕 가오가이거(KBS) - 유성 / 레드건 / 윈드건 / 덩치 / 판치노 / 썬더바이킹 / 태산 동생 / 썬더자이언트

### 애니메이션 출연(타방송사)
- 슈퍼와이(EBS) - 와이엇 아빠
- 리틀 프린세스 소피아(디즈니 채널) - 세드릭
- 몬스터 팜(SBS) - 치토
- 덕수학교&장흥회덕중학교 - 회덕중학생들
- 지오레인저(SBS) - 토미(레드)
- 슬레이어즈 스페셜(챔프)
- 몬스터(투니버스) - 볼프강 그리머
- 올림포스 가디언(SBS) - 디오니소스
- 프린세스 츄츄(애니원) - 파키아
- 원더풀 데이즈 - 시몬
- 포켓몬스터 AG(투니버스, 챔프TV) - 나옹 (3기~)
- 포켓몬스터 DP(SBS) - 나옹
- 포켓몬스터 베스트위시(투니버스) - 나옹 / 바오키 / 슈티의 쥬리비얀→샤비→샤로다 / 지우의 두까비 / 광무/ 벨의 아빠 / 상행 / 펜드라 / 로버트의 할아버지 / 그 외 여러 캐릭터 / 소춘의 달막화 / 버프론 2 / 마일 / 광무
- 포트리스(SBS) - 캐터 / 불칸 / 징고
- 바람의 검심(애니원) - 오키나
- 오늘부터 마왕(애니맥스) - 콘래드
- 두근두근 비밀친구(SBS) - 캔타
- 이누야샤(애니원) - 반코츠
- 특수요원 오소(디즈니 채널) - 오소
- 팬보이 & 첨첨(니켈로디언) - 부그 등
- 구슬동자(SBS) - 옐로우봉
  - 빅토리 구슬동자(SBS) - 옐로우봉
- 파닥파닥 비행선(SBS) - 아제놀
- 아쿠아키즈(SBS)
- 테니스의 왕자(SBS) - 한지태
- 출동! 로봇V(MBC) - 홍박사, 지킬
- 창작 애니메이션 스페셜(SBS) - 운동화
- 접지전사(SBS) - 맹주 / 링링 / 안토니B / 오경식
- 우주소년 아톰(SBS) - 로비타 / 나나 아버지 / 미니 미니 박사 / 레드 / 제이드 / 세바스찬 교수
- 비바 피냐타(애니맥스) - 퍼기
- 건스워드(애니맥스) - 해설 / 갈고리 손톱의 남자
- 플레이볼(애니맥스) - 연우 / 진태호
- 호리(투니버스) - 트레파
- 검비의 모험(투니버스) - 카프
- 알렉산더(애니원) - 헤파이스티온
- R.O.D(애니원) - 조커 / 겐나이 / 야구 중계 아나운서
- 지구 소녀 아르주나(애니원) - 크리스
- 마탐정 로키 라그나로크(애니원) - 긴푼 / 엔도
- 카드캡터 체리(SBS) - 권현문(처음)
- DARKER THAN BLACK -유성의 제미니-(애니맥스) - 레프닌
- 20 면상의 아가씨(애니맥스) - 세이지
- 수신연무(애니맥스) - 시에이 / 손녕
- 로미오X줄리엣(애니맥스) - 콘래드
- 요괴인간(애니맥스) - 뉴스앵커 / 소라 / 의사 / 어린 괴물 / 호문클로스 / 남자 / 소년 / 하수도 괴물 / 콘도 / 은행점장 / 소라네 형 / 박물관 경찰1 / 뉴스앵커1 / 유미코의 애인 / 경찰1 / 남자1 / 형사1 / 형사4 / 소년3 / 시장님 / 의사1 / 시민2 / 시민6 / 공사인부1 / 뉴스앵커 / 미카미 반장의 부하 형사
- 진 샤프트(애니맥스) - 마리오 무시카노바
- 슬레이어즈 프리미엄(애니박스) - 대머리
- 쿵푸팬더 전설의 마스터(니켈로디언)
- 누들누드 - 손님 / 학생 C / White Boss
- 소년 음양사(애니맥스) - 아베노 요시마사
- 파워퍼프걸Z(카툰네트워크) - 모조 조조 / 그
- 탐정학원 Q(투니버스) - 고토다
- 록맨 에그제 엑서스(투니버스) - 고든
- 사무라이 참프루(투니버스) - 청년 아마네
- 몬스터(투니버스) - 볼프강 그리머
- 더그의 일기(투니버스) - 시장
- 건퍼레이드 마치(투니버스) - 세토쿠치 타카유키
- 내 사랑 유미(투니버스) - 채 반장 / 담임선생님
- 히어로 팩토리(니켈로디언)
- 웨딩피치(투니버스) - 타이머
- 어벤져스 어셈블 - 호크아이, 로키
- 얼티밋 스파이더맨(디즈니채널) - 콜슨요원, 로키, 울버린, 호크아이
- 꿈의 전사 드림 디펜더즈(어린이TV) - 노드
- 톰과 제리 슈퍼레이스(카툰네트워크) - 비서
- 로봇트레인 RT(SBS)
- 꼬마돼지 피글리의 모험(EBS) - 와일리
- 꿀꿀! 페파는 즐거워(EBS) - 페파 아빠
- 네모 네모 스펀지 송(EBS) - 별가
- 뚝딱뚝딱 밥 아저씨(EBS) - 푹푹이
- 마녀들이 사는 법(EBS) - 책가방 / 마법의 책
- 마지막 공룡 덴버(EBS) - 마리오
- 별난 가족 힐(EBS) - 빌
- 생쥐의 세계여행(EBS) - 노테일 / 서커스 단장
- 아이들이 사는 성(EBS) - '답게? 답게!'편 도둑, 왕국어른2, 말, 화공
- 야채극장 베지테일(EBS) - 필립
- 야호 응가네(EBS) - 아저씨
- 투모야 친구들(EBS) - 우가자 / 거북
- 로봇트레인 RT(SBS) - 덕/ 빅토르
- 초속변형 자이로제타 (투니버스) - 권혁 / 도시진 (개드)
- 요랑아 노래하자(KBS) - 짜구
- 토닥토닥 마음아 - 리틀스톤즈 (EBS1) - 하르반&마타

### 영화 더빙
- 더 록 (KBS) - 쉐퍼드 (대니 누치)
- 비각칠 2 (SBS) - 경찰
- 동방삼협 (SBS)
- 전선 위의 참새 (KBS)
- 도검소 (SBS) - 태자
- 스피드 (KBS, SBS) - 흑인(글렌 플러머, KBS) / 직원(제임스 더몬트, KBS) / 스티븐스 (앨런 럭, SBS)
- 울프 (KBS)
- 툼 레이더 (KBS) - 미스터 핌스(줄리언 린드텃)
- 택시(KBS) - 다니엘 (사미 나세리) 역
  - 택시 2(KBS) - 다니엘 (사미 나세리) 역
  - 택시 3(KBS) - 다니엘 (사미 나세리) 역
- 시체들의 새벽 - 배가 찢겨지는 폭주족 역
- 소림축구(KBS) - 사사형 (진국곤) 역
- 도로시(KBS) - 콜린 게리반 (데이빗 윌모트) 역
- 반지의 제왕(KBS) - 메리(도미닉 모나한) / 골룸(앤디 서키스) / 할디르(크레이그 파커)
- 반지의 제왕 2(SBS) - 골룸 (앤디 서키스) / 피핀(빌리 보이드)
- 반지의 제왕 3(SBS) - 골룸(앤디 서키스) 역
- 미스 포터(KBS) - 윌리엄 (로이드 오웬/저스틴 맥도날드) 역
- 비커밍 제인(KBS) - 위슬리(로렌스 폭스) 역
- 스쿠비 두 2(SBS) - 셰기 (매튜 릴라드) 역
- 해리포터와 불의 잔(SBS) - 에이머스 디고리(제프 롤) 역
- 인게이지먼트(SBS) - 실뱅 (도미니크 피뇽) 역
- 랜드 앤 프리덤(KBS)
- 더 도어(KBS) - 막스 (팀 시피) 역
- 카틴(KBS) - 예르지(안드이 치라) 역
- 룩 앳 미(SBS) - 펠릭스(세르게 리아보우키네)
- 크림슨 리버(SBS)
- 미녀 삼총사 2(SBS) - 카터 (로버트 패트릭) 역
- 미네소타 트윈스(SBS)
- 러브 레터(SBS) - 아키바 (토요카와 에츠시) 역
- 내겐 너무 예쁜 당신(SBS) - 파스칼 (프랑스와 클뤼제) 역
- 커럽터(SBS)
- 방탄승(SBS) - 불량배(마커스 진 피래)
- 세가지 색 레드(KBS, SBS)
- 귀여운 여인(SBS)
- 25살의 키스(SBS) - 롭 (데이빗 아퀘트) 역
- 아이를 빌려드립니다(KBS)
- 아마겟돈(KBS) - 오스카 (오웬 윌슨) 역
- 매드맥스(SBS)
- 이연걸의 흑협(SBS)
- 킬 빌(SBS) - 간호사(마이클 보웬)
- 턱시도(SBS) - 심스 (피터 스토메어) 역
- 마스크(SBS) - 불량배(블릿 발몽)
- 장지웅심(SBS)
- 모스맨(SBS) - 에디 (데이비드 아이젠버그) 역
- 앱솔루트 파워(SBS)
- 레인디어 게임(SBS)
- 첩혈속집(SBS)
- 인조인간 오토매틱(SBS)
- 마틴 쉰의 유죄추정(SBS)
- 페이스 오프(SBS)
- 취권2(SBS)
- 피너츠 송(SBS) - 로저 도나휴 (제이슨 베이트먼) 역
- 바이센테니얼 맨(SBS) - 로이드 치니 (브래드리 휘트포드) 역
- 깝스(SBS) - 베니 (트르켈 페테숀) 역
- 젠 엑스 캅(SBS) - 다니엘 (오언조) 역
- 캣츠 앤 독스(SBS) - 칼리코 (존 로비츠) 역
- 퍼펙트 머더(SBS) - 데이비드 (비고 모텐션) 역
- 투(KBS)
- 데스퍼레이트(SBS)
- 소피아 로렌의 아름다운 인생(SBS)
- 쥬라기 공원2(SBS)
- 폭풍의 질주(KBS) - 참가 선수(러스티 월레스)
- 오픈 유어 아이즈(KBS) - 펠라요 (펠레 마르티네즈) 역
- 사선에서(KBS) - 차베즈(조슈아 말리나) / 리저(존 허드)
- 7월 4일생(KBS) - 스티비 (제리 레빈) 역
- 몰랫츠(KBS) - 제이 (제이슨 뮤즈) 역
- 레드 바이올린(KBS)
- 라스트 캐슬(KBS) - 페레츠 (스티브 보튼) 역
- 트랩트(KBS) - 조 히키 (케빈 베이컨) 역
- 나쁜 녀석들(KBS) - 마커스 버넷 (마틴 로렌스) 역
- 애니멀(KBS) - 마일즈 (가이 토리) 역
- 백발마녀전(KBS) - 탁일항의 사제 역
- 나는 네가 지난 여름에 한 일을 알고 있다(KBS) - 베리 (라이언 필립) 역
- 식스티 세컨즈(KBS) - 드라이코프 (티모시 올리펀트) 역
- 에너미 오브 스테이트(KBS) - 프랫 (베리 페퍼) 역
- 더 게임(KBS) - 콘라드 (숀 펜) 역
- 퍼펙트 크라임(KBS) - 알폰소 (페르난도 테제로) 역
- 고인돌가족 플린스톤2(KBS) - 바니 (스티븐 볼드윈) 역
- 왕의 춤(KBS) - 륄리 (보리스 테릴) 역
- 그랑블루(KBS) - 조애나의 회사 상사 (그리핀 던)
- 아웃브레이크(KBS, SBS) - 스코트 (패트릭 뎀시) 역
- 마이 러브(KBS) - 로버트 (벤 템플) 외
- 발렌타인(SBS) - 맥스 레이미 (조니 휘트워스) 역
- 버스데이 걸(SBS) - 유리 (마티유 카소비츠) 역
- 하와이, 오슬로(KBS) - 레온 (얀 군나르 로이제) 역
- 아문센(KBS) - 안드레 (엑셀 웨데킨드) 역
- 볼 폰(KBS)
- 로미오와 줄리엣(1997년 더빙판)(KBS) - 머큐시오(존 맥케너리) / 캐퓰릿가의 일원
- 풍운(KBS) - 진상 역
- 전쟁과 평화(KBS)
- 시스터 액트 2(KBS)
- 어거스트 러시(KBS) - 닉(에런 스테이턴)
- 워락(KBS)
- 폭로(KBS)
- 맬리스(KBS)
- 골든 게이트(KBS)
- 머큐리(KBS)
- 돈벼락 맞은 사나이(KBS) - 시드 (랄프 세이모르) 역
- 브레이브 하트(KBS) - 필립(스테판 빌링톤), 신랑, 병사 역
- 파이어 스톰(KBS) - 페커(배리 페퍼)
- 양들의 침묵(KBS) - 로렌(댄 버틀러) / 경찰(브렌트 힝클리) / 교관(빌 밀러)
- 이클립스(KBS) - 아빠 (빌리 버크) 역
- 쉰들러 리스트(KBS) - 나치 군인(요아힘 파울 아스뷰크) / 유대인(피오트르 캐들칙)
- 데이라잇(KBS)
- 라간(KBS) - 라카 (야쉬펄 샤마), 버튼 (하워드 리) 역
- K-19: 위도우메이커(KBS) - 수슬로프 (라빌 이시아노프) 역
- 커리지 언더 파이어(KBS)
- 맨발의 경영자(KBS) - 맷 역
- 어둠속의 8일(KBS)
- 줄리아(KBS)
- 페이스 오프(KBS)
- 거장의 장례식(KBS) - 피터(크리스토퍼 바덴)
- 경찰서를 털어라(KBS)
- 무서운 영화2(KBS) - 쇼티 (마론 웨이언스) 역
- 굿바이 레닌(KBS) - 데니스(플로리안 루카스)
- 블랙 호크 다운(KBS) - 샌더슨 (윌리엄 피츠너) 역
- 더 셀(KBS)
- 페이지 마스터(KBS)
- 굿 윌 헌팅(KBS) - 빌리 (콜 하우저) 역
- 데이라이트(KBS) - 빈센트(세이지 스탤론)
- 데드라인(KBS)
- 늑대소녀 살라(EBS) - 베네스마 (페테르 프란센) 역
- 칼라의 소망(EBS) - 칼라 아빠 (알란 올센) 역
- 사자왕 형제의 모험(EBS) - 오르바르 (페르 오스칼슨) 역
- 프랑스 중위의 여자(KBS) - 샘 (힐턴 맥래) 역
- 빨간 머리 앤(영어판)(EBS) - 오웬 역
- 결혼하고도 싱글로 남는 법(KBS) - 루이스 (알랭 샤바) 역
- 유니버설 솔저(KBS) - 크리스토퍼 그레고(제리 오바치)
- 울프 캅(KBS)
- 응징자(KBS) - 테론(토드 보이스) / 모레티의 부하(로버트 심퍼)
- 승리의 탈출(SBS)
- 첩혈가두(SBS) - (장학우) 역
- 의혹(KBS) - 켐프(브래들리 휘트포드) / 게라쉬(존 마이클 베넷)
- 베토벤(SBS)
- 언더시즈(SBS) - 타일러(글렌 모샤워) / 그렌저(트로이 에반스) / 트레튼(데니스 립스콤)
- 랜드 앤 프리덤(KBS)
- 쓰리 킹즈(KBS) - 아밀 압둘(클리프 커티스)
- 네트(KBS)
- 에어포트(KBS) - 조던 (게리 콜린스) 역
- 겟어웨이(KBS)
- 퀴즈 쇼(KBS) - 모마우(바이런 제닝스)
- 센스 앤 센서빌리티(KBS) - 존 대시우드 (제임스 플릿) / 팔머(휴 로리) 역
- 스티븐 킹의 토미노커스(KBS)
- 자유로운 세계(KBS) - 데릭(프랭크 길후레이)
- 007 유어 아이스 온리(KBS)
- 애널라이즈 디스(KBS) - 지미 부츠 (리처드 C. 카스텔라노) / 스콧 맥나마라 (아이라 월러)
- 스테이트 오브 플레이(KBS) - 스티븐 콜린스 (벤 애플렉)
- 넉 오프(KBS)
- 퍼펙트 스톰(KBS) - 다릴 에니스 (조쉬 홉킨스)
- 인디아나 존스3(KBS)
- 프리퀀시(SBS)
- 신 정무문 2(SBS) - 우피(진백상)
- 쌍룡회(KBS)
- 우정의 스트라이크(EBS) - 레오 (에반 노블)
- 10인의 영웅(KBS)
- 라스트맨 스탠딩(KBS)
- 시티 오브 엔젤(KBS) - 의사(앤드류 프랑켈)
- 쿨러닝(KBS) - 로저(폴 코어) / 아나운서
- 버추얼 웨폰(KBS) - 피터(리카르도 마무드) / 외국인 투자자
- 정글북 - 호저(게리 섄들링)
- 파이널 디씨전(KBS) - 베이커(윕 허블리) / 테러범(그랜빌 해처)
- 메리 포핀스 리턴즈 - 윌리엄 윌킨스(콜린 퍼스) / 늑대
- 덤보 - 소더비(더글라스 리스)
- 경천 12시(KBS) - 경찰(홍동검)
- 아스테릭스(KBS) - 조각가
- 수퍼 소닉 - 농부(테렌스 켈리)
- 너티 프로페서 (SBS) - 웨이터(닉 폴레티)
- 대복성(SBS) - 석주(허불료) / 레슬러(임해문)
- 용행천하(KBS) - 연걸의 제자(웨인 포스트)
- 펄프 픽션(KBS) - 폴(폴 칼데론)
- 배트맨 포에버(KBS) - 서커스 직원(다니엘 라이케르트) / 불량배(돈 윌슨)
- 파이터(KBS) - 디키(크리스천 베일)
- 스쿠비 두 (SBS) - 주술사(미구엘 A. 누네즈 주니어)
- 내 이름은 브루스 2 (SBS) - 로리(조이 트래볼타)
- 허비 - 몬테카를로에 가다 (KBS) - 다이아몬드 주인(프랑수아 랄란데)
- 파더스 데이 (SBS) - 주유소 직원(크리스토퍼 제임스) / 웨이터(데이너 굴드)
- 로보캅 3 (KBS) - 제프 플렉(브래들리 휫퍼드) / 도넬리(셰인 블랙)
- 갤럭시 퀘스트 (SBS) - 사회자(케빈 맥도널드)
- 샹치와 텐 링즈의 전설 - 웬우(양조위)
- 크루엘라 - 교장(레오 빌)
- 클리포드 더 빅 레드 독 - 브리드웰(존 클리즈)

### 외화 드라마 더빙
- 프리즌 브레이크(SBS) - 페르난도 수크레(아마우리 놀라스코) 역
- 닥터후 시즌 4(KBS) - 링스턴 스네이드(게리 오브라이엔)
- 심해원정대 오르페우스호(KBS) - 레이몬드(토비어스 멘지스) 역
- 미티어(KBS) - 러셀(케네스 미첼) / 트랜트(챈슬러 밀러)외
- 로즈 레드(KBS) - 스티브(맷 키슬러) 역
- 탐정 몽크(KBS) - 랜디 디셔 형사(제이슨 그레이 스탠퍼드)
- 스티븐 킹의 킹덤(KBS) - 폴(켓 터턴) 역
- 스필버그의 어메이징 스토리(KBS)
- 리벤지(KBS) - 잭(닉 웩슬러) 역
- 슈퍼닌자(니켈로디언)
- 삼국지(KBS) - 서서 역
- 한나의 선택(KBS) - 칼 역
- 마루모의 규칙(TV조선) - 타카기 마모루(아베 사다오) 역
- 백수알바, 내 집 장만기(TV조선) - 의사 역
- 제너레이션 워(CNTV) - 빌헬름 윈터(볼커 브루흐) 역
- 롬멜(CNTV) - 슈파이델 역
- 크리스마스 살인(EBS) - 에드워드 역
- 닥터 포스터 (KBS) - 크리스(네일 스투케) / 고든(대니얼 쎄르께이라,시즌 2)
- 뿌리(하이라이트TV) - 존(제임스 퓨어포이) / 민고(채드 콜먼) / 프레드릭(레인 개리슨)

### 실사 드라마 더빙
- 지구용사 벡터맨(KBS) - 벡터맨 베어(함재희(2기))
- 가면라이더 드래건(투니버스) - 신지/가면라이더 드래건
- 가면라이더 블레이드(챔프) - 켄자키 카즈마/가면라이더 블레이드
- 가면라이더 디케이드(챔프) - 켄다테 카즈마/가면라이더 블레이드
- 파워레인저 트레인포스(챔프) - 제트

### 영화 애니 더빙
- 꿀벌 대소동 - 아담 플레이먼
- 공주와 개구리 - 로렌스
- 디즈니 삼총사 - 음유시인 거북이
- 라따뚜이 - 레미
- 뽀롱뽀롱 뽀로로극장판
- 숨바꼭질(KBS) - 노시가
- 카 1~3 - 라이트닝 맥퀸
- 폼포코 너구리 대작전 - 분타
- 포켓몬 불가사의 던전 - 한바이트
- 잃어버린 마법의 섬(투니버스)
- 스피릿(SBS) - 스피릿
- 원더풀 데이즈 - 시몬
- 매직 스워드(SBS) - 데본
- DARKER THAN BLACK -흑의 계약자- OVA(애니맥스) - 중국인 A
- 체포하겠어 극장판(애니맥스) - 나카지마 켄
- 알렉산더 전기 극장판(VIDEO) - 아탈로스
- 포켓몬스터 DP 극장판(재능TV) - 나옹
- 극장판 포켓몬스터 뮤츠의 역습 EVOLUTION - 나옹
- 포켓몬스터: 성도지방 이야기, 최종장 - 나옹
- 극장판 포켓몬스터 AG: 뮤와 파동의 용사 루카리오 - 나옹, 방크스
- 드래곤볼 Z: 신들의 전쟁 - 비루스
- 아이스 에이지 5 - 에디
- 원더랜드 - 아빠
- 엘시드(KBS) - 오도네즈 백작
- 애니매트릭스(SBS) - 댄(빅터 윌리엄스)
- 원피스: 로맨스 던 - 슈피르
- 루카 - 톰마소
- DC 리그 오브 슈퍼-펫 - 마크(불 기니피그)
- 어메이징 모리스
- 파이어하트 - 숀 놀런
- 극장판 SPY×FAMILY CODE: White - 스나이더

### 게임 더빙
- 언틸던 러쉬 오브 블러드 - 단장
- 스타크래프트: 리마스터 - 건설로봇(SCV) & 시민 역
- 스타크래프트 II - 건설로봇(SCV) 역
- 헤일로 2 - 343 길티 스파크&2401 페너턴트 탄젠트 역
- 소녀 마법사 레네트 - 레네트 아버지 역
- 로스트 오딧세이 - 얀센 역
- 블레이드앤소울 - 간사해
- 디아블로3 - 암드 알하지르 역
- 어이쿠 왕자님 - 체자레 클레멘스(드라마 CD)
- 도타2 - 전능기사
- 클로저스 - 김기태
- 회색도시 2 - 김성식
- 슬라이 쿠퍼 3 - 벤틀리

### 인터넷 더빙
- 레인보우 살인사건(옛날방송국) - 원종수

### 방송 더빙
- 퀴즈탐험 신비의 세계(KBS) 종료
- 퀴즈특급 OX 종료
- 생방송 ubc투데이(ubc)
- 쇼 유량극단(KNN)출연
- 사투리쇼 얼룩말(KNN)
- 한밤의 TV연예(SBS)출연 종료
- 수수께끼 블루(KBS)
- 맛있는 아시아(MBC)
- KBS 무대 10년(당신의 창문이 열릴 때)(KBS 제2라디오) - 경식
- KBS 무대 10년(파타야에서 생긴 일)(KBS 제2라디오)
- KBS2 세상의 모든 다큐(법정에 선 히틀러)
- EBS1 역사가 술술

### 광고 더빙
- 레고